# Ernst Ericsson

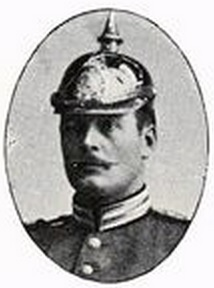
Ernst Ericsson.

Ernst Adrian Ericsson, född den 5 april 1866 i Västra Vingåkers socken, Södermanlands län, död den 7 februari 1944 i Oscars församling, Stockholm, var svensk militär, militärhistoriker och författare. Han var far till Kjell Ericsson.
Ericsson genomgick Artilleri- och ingenjörhögskolan 1890–1893 och var bland annat som överstelöjtnant vid fortifikationen chef för Göta ingenjörregemente 1915–1917. Han blev överste i armén efter sin pensionering 1921. Mest känd har han dock blivit för sina militärhistoriska skrifter som den stora minnesskriften över Erik Dahlbergh  och monografien om Olof Hansson Örnehufvud . Ericsson invaldes som ledamot av Krigsvetenskapsakademien  1931. Han blev riddare av Svärdsorden 1907, av Vasaorden 1924 och av Nordstjärneorden 1935.
Ericsson var son till lantbrukaren Eric Ericsson, dotterson till Eric Ericsson i Ruda, och Greta Johanna Medin, dotter till Anders Medin. Fadern kom från en känd storbondesläkt från bygden kring sjön Tisnaren i norra Östergötland. Ericsson är en känd representant för Skedevi församling då han i samarbete med konsul Hjalmar Wicander på många sätt gynnade församlingen genom restaurering av kyrkan och byggande av församlingshus med mera. Han är också författare till boken "Ur Skedevi kyrkohävder"  med anteckningar om kyrkan och äldre tiders sockenliv.